# Samantha Who?
Samantha Who? ist eine US-amerikanische Sitcom, die von 2007 bis 2009 auf dem Sender ABC lief. Schöpfer und Produzenten der Serie waren Cecelia Ahern und Don Todd.
Am 18. Mai 2009 teilte ABC mit, dass keine dritte Staffel von Samantha Who? produziert werde.

## Handlung
Die Sitcom handelt von Samantha Newly (Christina Applegate), der Vizepräsidentin eines Immobilienunternehmens in Chicago, die Opfer eines Unfalls mit Fahrerflucht wird. Nach acht Tagen erwacht sie aus einem Koma. Als Folge hat sie eine Amnesie und muss versuchen ihr Leben, ihre Beziehungen und sich selbst neu zu ordnen. Nach einer Weile beginnt sie zu begreifen, dass sie in ihrem früheren Leben eine unerträgliche Person war, die mehr Feinde als Freunde hatte. Nun versucht sie, ihr Leben zu ändern.

## Besetzung
| Rolle                | Darsteller          | Dt. Synchronsprecher |
| -------------------- | ------------------- | -------------------- |
| Samantha „Sam“ Newly | Christina Applegate | Anna Carlsson        |
| Todd Deepler         | Barry Watson        | Dennis Schmidt-Foß   |
| Regina Newly         | Jean Smart          | Liane Rudolph        |
| Andrea Belladonna    | Jennifer Esposito   | Antje von der Ahe    |
| Dena                 | Melissa McCarthy    | Anke Reitzenstein    |
| Howard Newly         | Kevin Dunn          | Frank-Otto Schenk    |
| Frank                | Tim Russ            | Christian Toberentz  |
| Chase Chapman        | Rick Hoffman        | Martin Keßler        |

## Ausstrahlung
Die erste Staffel wurde vom 15. Oktober 2007 bis zum 12. Mai 2009 auf ABC ausgestrahlt. Der Schweizer Sender 3+ sendete die Serie zwischen dem 2. September 2008 und dem 3. Dezember 2009 als deutschsprachige Erstausstrahlung. ProSieben folgte mit der Erstausstrahlung einen Tag später, ORF 1 drei Tage darauf. Die erste Staffel wurde in den USA am 23. September 2008 auf DVD veröffentlicht.
Die zweite Staffel wurde in den USA zwischen dem 13. Oktober 2008 und dem 23. Juli 2009 ausgestrahlt.
Am 18. Mai 2009 teilte ABC mit, dass keine dritte Staffel von Samantha Who? produziert werde. Am 23. Juli 2009 wurde in den USA die letzte Folge der zweiten Staffel ausgestrahlt.

## Zuschauerresonanz
Mit 13,9 Prozent Marktanteil in der Zielgruppe startete die Serie am 3. September 2008 recht erfolgreich im deutschen Fernsehen. Die Serie erreichte in der Late Prime 1,49 Millionen Zuschauer. Jedoch fielen die Werte schon in der zweiten Woche auf 780.000 junge Zuschauer sowie 8,2 Prozent Marktanteil.
In den USA erreichte die erste Folge 14,42 Millionen Zuschauer. Im Durchschnitt sahen die erste Staffel 11,8 Millionen Personen. Die zweite Staffel hatte deutlich weniger Zuschauer.

## Kritik
Die New York Times urteilte: „Samantha Who? ist, was Mike Nichols’ In Sachen Henry wäre, wenn es lustig geworden wäre.“

## Auszeichnungen
Samantha Who? gewann bei den People’s Choice Awards als beste neue Comedy-Serie. Außerdem war Christina Applegate 2008 für den Golden Globe Award als beste Serien-Hauptdarstellerin in der Kategorie „Komödie oder Musical“ nominiert.